# Gare de Saint-André-le-Gaz
Gare de Saint-André-le-Gaz vasútállomás Franciaországban, Saint-André-le-Gaz településen.

## Vasútvonalak
Az állomást az alábbi vasútvonalak érintik:
- Lyon-Perrache-Grenoble-Marseille-vasútvonal
- St-André-le-Gaz–Chambéry-vasútvonal

## Kapcsolódó állomások
A vasútállomáshoz az alábbi állomások vannak a legközelebb:
- Gare de La Tour-du-Pin (Lyon-Perrache pályaudvar, Lyon-Perrache-Grenoble-Marseille-vasútvonal)
- Gare de Virieu-sur-Bourbre (Gare de Marseille-Saint-Charles, Lyon-Perrache-Grenoble-Marseille-vasútvonal)
- Gare des Abrets - Fitilieu (Gare de Chambéry - Challes-les-Eaux, St-André-le-Gaz–Chambéry-vasútvonal)
- Gare de Voiron